# General Electric CF6
General Electric CF6 je série dvouproudových motorů s vysokým obtokovým poměrem, vyráběná společností GE Aviation. Jako další vývoj prvního motoru s vysokým obtokovým poměrem a výkonem, který byl k dispozici - TF39, je CF6 používán v různých dopravních letounech. Jádro motoru CF6 se také stalo základem pro námořní turbíny LM2500, LM5000 a LM6000. GE zamýšlí tyto motory časem nahradit novou sérií GEnx.

## Použití

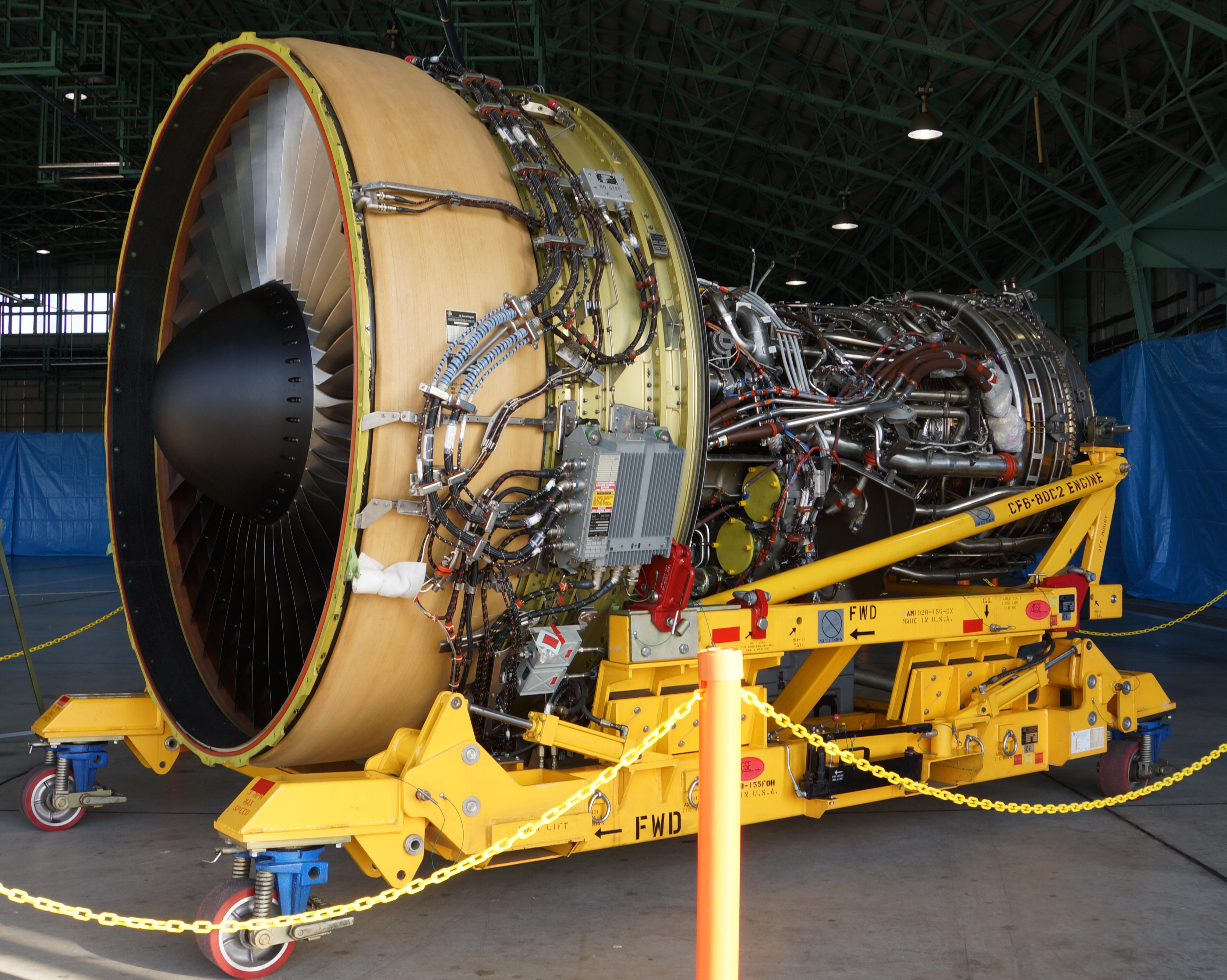
Motor CF6-80C2K1F pro letoun Kawasaki C-2

CF6-6
- McDonnell Douglas DC-10-10

CF6-45
- Boeing 747-100SR

CF6-50
- McDonnell Douglas DC-10
  - McDonnell Douglas DC-10-30
  - KC-10 Extender
- Boeing 747
  - Boeing 747-200
  - Boeing 747-300
  - Boeing E-4B
- Airbus A300
- Boeing YC-14

CF6-80A
- Boeing 767
- Airbus A310

CF6-80C2
- Boeing 767
  - E-10 MC2A
  - Boeing E-767
  - Boeing KC-767
- Boeing 747
  - Boeing 747-400/-400ER
  - Boeing VC-25 (Air Force One)
- Lockheed C-5M Galaxy
- McDonnell Douglas MD-11
- Airbus A300-600

CF6-80E1/E2
- Airbus A330
- Kawasaki C-2

## Specifikace
| Varianta                            | CF6-6                                                                              | CF6-50                                                                             | CF6-80A                                                                            | CF6-80C2                                                                           | CF6-80E1                                                                           |
| ----------------------------------- | ---------------------------------------------------------------------------------- | ---------------------------------------------------------------------------------- | ---------------------------------------------------------------------------------- | ---------------------------------------------------------------------------------- | ---------------------------------------------------------------------------------- |
| Typ                                 | Dvourotorový dvouproudový motor s axiálním kompresorem a vysokým obtokovým poměrem | Dvourotorový dvouproudový motor s axiálním kompresorem a vysokým obtokovým poměrem | Dvourotorový dvouproudový motor s axiálním kompresorem a vysokým obtokovým poměrem | Dvourotorový dvouproudový motor s axiálním kompresorem a vysokým obtokovým poměrem | Dvourotorový dvouproudový motor s axiálním kompresorem a vysokým obtokovým poměrem |
| Kompresor                           | Fan & 1LP + 16HP                                                                   | Fan & 3LP + 14HP                                                                   | Fan & 3LP + 14HP                                                                   | Fan & 4LP + 14HP                                                                   | Fan & 4LP + 14HP                                                                   |
| Turbína                             | 2HP + 5LP                                                                          | 2HP + 4LP                                                                          | 2HP + 4LP                                                                          | 2HP + 5LP                                                                          | 2HP + 5LP                                                                          |
| Délka                               | 188 in (478 cm)                                                                    | 183 in (465 cm)                                                                    | 167 in (424 cm)                                                                    | 168 in (427 cm)                                                                    | 168 in (427 cm)                                                                    |
| Průměr                              | 105 in (267 cm)                                                                    | 105 in (267 cm)                                                                    | 105 in (267 cm)                                                                    | 106 in (269 cm)                                                                    | 114 in (290 cm)                                                                    |
| Počet lopatek dmychadla             | 38                                                                                 | 38                                                                                 | 38                                                                                 | 38                                                                                 | 34                                                                                 |
| Tah při vzletu                      | 41 500 lbf 185 kN                                                                  | 51 500–54 000 lbf 229–240 kN                                                       | 48 000–50 000 lbf 210–220 kN                                                       | 52 200–61 960 lbf 232,2–275,6 kN                                                   | 65 800–69 800 lbf 293–310 kN                                                       |
| Celkový poměr stlačení              | 25–25.2                                                                            | 29.2–31.1                                                                          | 27.3–28.4                                                                          | 27.1–31.8                                                                          | 32.4–34.8                                                                          |
| Obtokový poměr                      | 5.76–5.92                                                                          | 4.24–4.4                                                                           | 4.59–4.66                                                                          | 5–5.31                                                                             | 5–5.1                                                                              |
| Max. výkon TSFC                     | 0.35 lb/lbf/h 9.9 g/kN/s                                                           | 0.368–0.385 lb/lbf/h 10.4–10.9 g/kN/s                                              | 0.355–0.357 lb/lbf/h 10.1–10.1 g/kN/s                                              | 0.307–0.344 lb/lbf/h 8.7–9.7 g/kN/s                                                | 0.332–0.345 lb/lbf/h 9.4–9.8 g/kN/s                                                |
| Použití                             | DC-10-10                                                                           | B747, DC-10-15/30 A300                                                             | A310, B767                                                                         | A300/310, B747-400 B767, MD-11, C-5M                                               | A330                                                                               |
| Type Certificate Data Sheet         | CF6-6                                                                              | CF6-50                                                                             | CF6-80A                                                                            | CF6-80C2                                                                           | CF6-80E1                                                                           |
| Hmotnost(suchá, vč. zákl. vybavení) | 8,176 lb 3,709 kg                                                                  | 8,825–9,047 lb 4,003–4,104 kg                                                      | 8,760–8,776 lb 3,973–3,981 kg                                                      | 9,480–9,860 lb 4,300–4,472 kg                                                      | 11,225 lb 5,092 kg                                                                 |
| Max. ot. nízkotlaké hřídele         | 3,810                                                                              | 4,102                                                                              | 4,016                                                                              | 3,854                                                                              | 3,835                                                                              |
| Max. ot. vyskotlaké hřídele         | 9,925                                                                              | 10,761                                                                             | 10,859                                                                             | 11,055                                                                             | 11,105                                                                             |
| Poměr tah/hmotnost                  | 5.08                                                                               | 5.84–5.97                                                                          | 5.48–5.7                                                                           | 5.51–6.28                                                                          | 5.86–6.22                                                                          |